# Vessels (Starset-album)
A Vessels a Starset amerikai rockegyüttes második stúdióalbuma, amely 2017. január 20-án jelent meg. Az első kislemez, a Monster, második helyezést ért el a Billboard Mainstream Rock Számok slágerlistán 2017 májusában. A második kislemez, a Satellite, eddigi legjobb helyezése 2017 augusztusában a 22. hely volt. A Ricochet, még az eredeti megjelenése után (kislemezként több, mint egy évvel az album után jelent meg) érte el, 2017 januárjában a 49. helyet a Billboard Hot Rock Songs listáján. Az album Vessels 2.0 kiadása 2018. szeptember 28-án jelent meg.

## Az album megírása és felvétele
A munka az albumon 2015 júniusában kezdődött. Bates szerint 9 hónap alatt alatt született meg az album, kis szünetekkel a Transmissions-turné miatt.
Az album 2.0 verziójához később kilenc új számot vettek fel (a két remix-szel együtt).

## Hangzása
A Vessels elektronikus rockként, progresszív rockként, hard rockként sorolják be a kritikusok. Bates az albumot cinematic rock-ként sorolja be (ami egy nem elfogadott műfaj).

## Fogadtatás
Az albumot erősen dicsérte a Loudwire: „A Vessels több stílusban működik. Ha olyan számokat keres, amik sokáig hallgattatják magukat, ez a megfelelő album. De ha egy mélyebb kapcsolatot keres és teljes zenei élményt, a Vessels igazából elviszi a hallgatóját egy utazásra, mind zeneileg, mind tematikailag, kihasználva a szintetizátort, dobot, gitárokat, és Bates néha álomszerű, néha pedig agresszív énekhangját.”

## Számlista
| 1.    | The Order         | Dustin Bates Rob Graves            | 1:06 |
| 2.    | Satellite         | Bates Joe Rickard                  | 3:59 |
| 3.    | Frequency         | Bates Paul Trust Rob Graves        | 4:41 |
| 4.    | Die for You       | Bates Daniel Ticotin               | 5:17 |
| 5.    | Ricochet          | Bates Rickard                      | 5:10 |
| 6.    | Starlight         | Bates Ticotin                      | 4:46 |
| 7.    | Into the Unknown  | Bates Mitch Marlow                 | 4:30 |
| 8.    | Gravity of You    | Bates Josh Baker Graves            | 4:46 |
| 9.    | Back to the Earth | Bates Rickard                      | 4:13 |
| 10.   | Last to Fall      | Bates Ticotin Graves               | 5:03 |
| 11.   | Bringing It Down  | Bates Trust Graves                 | 5:48 |
| 12.   | Unbecoming        | Bates Baker                        | 4:10 |
| 13.   | Monster           | Bates Johnny Andrews Graves        | 4:16 |
| 14.   | Telepathic        | Bates Ticotin Jeff Halavacs Graves | 4:42 |
| 15.   | Everglow          | Bates Graves Rickard               | 7:54 |
| 70:21 |                   |                                    |      |

| Vessels 2.0 | Vessels 2.0                      | Vessels 2.0                        | Vessels 2.0 | Vessels 2.0 | Vessels 2.0 | Vessels 2.0 | Vessels 2.0 | Vessels 2.0 | Vessels 2.0 |
| #           | Cím                              | Szerző(k)                          | Hossz       |             |             |             |             |             |             |
| ----------- | -------------------------------- | ---------------------------------- | ----------- | ----------- | ----------- | ----------- | ----------- | ----------- | ----------- |
| 16.         | Bringing It Down (Version 2.0)   | Dustin Bates Rob Graves Paul Trust | 4:58        |             |             |             |             |             |             |
| 17.         | Die for You (Starset-dal)        | Bates Daniel Ticotin               | 4:30        |             |             |             |             |             |             |
| 18.         | Telepathic (Acoustic Version)    | Bates Ticotin Jeff Halavacs Graves | 3:51        |             |             |             |             |             |             |
| 19.         | Starlight (Starset-dal)          | Bates Ticotin                      | 4:47        |             |             |             |             |             |             |
| 20.         | Ricochet (Acoustic Version)      | Bates Rickard                      | 4:52        |             |             |             |             |             |             |
| 21.         | Satellite (Acoustic Version)     | Bates Rickard                      | 3:50        |             |             |             |             |             |             |
| 22.         | Love You To Death                | Peter Steele                       | 5:32        |             |             |             |             |             |             |
| 23.         | Telepathic (Not Your Dope Remix) | Bates Ticotin Halavacs Graves      | 3:37        |             |             |             |             |             |             |
| 24.         | Satellite (TRAILS Remix)         | Bates Rickard                      | 2:49        |             |             |             |             |             |             |
| 109:46      |                                  |                                    |             |             |             |             |             |             |             |

| Japanese Version | Japanese Version     | Japanese Version                       | Japanese Version | Japanese Version | Japanese Version | Japanese Version | Japanese Version | Japanese Version | Japanese Version |
| #                | Cím                  | Szerző(k)                              | Hossz            |                  |                  |                  |                  |                  |                  |
| ---------------- | -------------------- | -------------------------------------- | ---------------- | ---------------- | ---------------- | ---------------- | ---------------- | ---------------- | ---------------- |
| 16.              | Monster (feat. HYDE) | Dustin Bates Johnny Andrews Rob Graves | 4:10             |                  |                  |                  |                  |                  |                  |
| 74:31            |                      |                                        |                  |                  |                  |                  |                  |                  |                  |

## Tagok

### Starset
- Dustin Bates – ének, billentyű, gitár
- Brock Richards – szólógitár, vokál
- Ron DeChant – basszus, billentyű, vokál

### További
- Rob Graves – producer, gitár
- Josh Baker – producer, vokál, gitár
- Tom Michael – basszus
- Joe Rickard – dob
- Igor Petrovics Horosev – vonósok
- David Davidson – hegedű
- David Angell – hegedű
- Elizabeth Lamb – brácsa
- Seanad Change – brácsa
- Anthony Lamarchina – cselló
- Carole Rabinowitz – cselló
- Stacy Hogan – zongora
- Dan Lancaster – mixelés
- Rhys May – mix asszisztens
- Billy Decker – mixelés
- Ted Jensen – master
- Jim Demain – master
- Blake Armstrong – albumborítók

## Slágerlisták
| Slágerlisták (2017)                   | Legmagasabb pozíció |
| ------------------------------------- | ------------------- |
| Ausztrál Albumok (ARIA)               | 52                  |
| Kanadai Albumok (Billboard)           | 60                  |
| Német Albumok (Offizielle Top 100)    | 85                  |
| Osztrák Albumok (Ö3 Austria)          | 56                  |
| Billboard 200                         | 11                  |
| US Top Alternative Albums (Billboard) | 2                   |

## Fordítás
Ez a szócikk részben vagy egészben  a   Vessels (Starset album) című angol Wikipédia-szócikk ezen változatának fordításán alapul.  Az eredeti cikk szerkesztőit annak laptörténete sorolja fel. Ez a jelzés csupán a megfogalmazás eredetét és a szerzői jogokat jelzi, nem szolgál a cikkben szereplő információk forrásmegjelöléseként.